# 640 v.Chr.

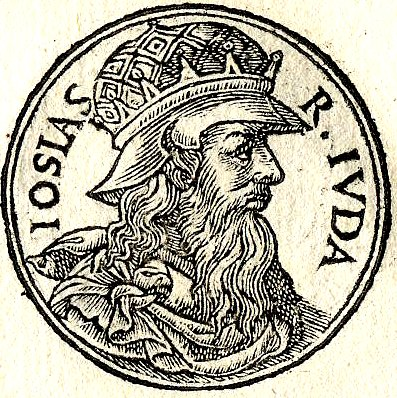
Koning Josia van Juda (r. 640 - 609 v.Chr.)

Het jaar 640 v.Chr. is een jaartal volgens de christelijke jaartelling.

## Gebeurtenissen

### Assyrische Rijk
- Koning Assurbanipal behaalt met de Scythen een overwinning tegen het koninkrijk Elam.
- Volgens de kronieken pocht Assurbanipal dat hij Elam: "in een wildernis" heeft veranderd.

### Mesopotamië
- Koning Cyrus I benoemt zijn broer Ariyamnes tot co-regent van de Perzische Rijk.

### Griekenland
- Om de Spartaanse heerschappij af te schudden komen de Messeniërs in opstand.
- Tweede Messenische Oorlog: De leider Aristomenes plundert dorpen in Laconië.
- Philippus I (r. 640 - 602 v.Chr.) regeert als koning van Macedonië.

### Palestina
- Koning Amon van Juda wordt door dienaren vermoord in zijn paleis.
- Kroonprins Josia (r. 640 - 609 v.Chr.) bestijgt de troon van Juda.

## Geboren
- Pittakos van Mytilene, een van de Zeven Wijzen
- Solon, Atheens edelman en wetgever
- Stesichorus, Grieks lyrisch dichter

## Overleden
- Amon, koning van Juda
- Argaeus I, koning van Macedonië